# Johann Jacques Mouson
Johann Jakob „Jacques“ Mouson (* 28. Oktober 1842 in Frankfurt am Main; † 9. Juni 1915 ebenda) war ein deutscher Industrieller. Als Seifen- und Parfüm-Fabrikant leitete er gemeinsam mit seinem Bruder Daniel die ursprünglich vom Großvater August Friedrich Mouson gegründete Firma J.G. Mouson & Cie., zudem war er im Frankfurter Versicherungsgewerbe tätig.

## Werdegang
Mousons Vater war Johann Caspar Mouson (1804–1852), der als Tuchbereitermeister arbeitete, seine Mutter war Maria Elisabeth, geborene Schott, (1808–1902). 
1852 trat Mouson in die großväterliche Firma ein, die nach dessen Tod 1837 mittlerweile von seinem Onkel Johann Georg Mouson geleitet wurde und in den 1860er Jahren mit Verkaufsniederlassungen nach Paris und London expandierte. 1878 machte der kinderlose Johann Georg Mouson seine beiden Neffen zu Teilhabern der Firma, die 1880/81 aufgrund der mangelnden Ausdehnungsmöglichkeiten am ursprünglichen Firmensitz an der Breiten Gasse ihren Standort ins damals noch dünn besiedelte Ostend verlegte und dabei die Produktion von weitgehend Handarbeit auf maschinelle Produktion umstellte. Nach dem Tod des Onkels 1894 führten Jacques und Daniel das Unternehmen fort, wobei Jacques die kaufmännische und Daniel die technische Leitung des Unternehmens zugeschrieben wird. Im Rahmen der Weltausstellung Paris 1900 erhielt das Unternehmen für seine Parfümerieerzeugnisse eine Goldmedaille, diese Auszeichnung bedeutete den endgültigen Durchbruch auf dem internationalen Markt.
Mouson saß im Aufsichtsrat der Versicherungsgruppe Frankfurter Allgemeine Versicherung, bei deren Lebensversicherungstochter Frankfurter Lebensversicherung war er Aufsichtsratsvorsitzender. Ein von ihm gestiftetes Ferienheim für Versicherungsangestellte in Dornholzhausen wurde posthum nach ihm benannt.
Seit 1870 war Mouson mit Eleonore, geborene Hock, (1848–1911) verheiratet. Der erstgeborene Sohn Georg Mouson war bis zu seinem Tod 1911 Teilhaber der Firma, an seine Stelle trat der zweite Sohn Fritz Mouson. Dieser baute nach der Übernahme der Unternehmensführung nach dem Tod des Vaters 1915 in den 1920er Jahren das Unternehmen weiter aus, dabei wurde mit dem Mousonturm das erste Hochhaus Frankfurts erbaut. Seine Tochter Helene Wilhelmine heiratete 1895 Carl von Opel, Fritz Mouson war vor seinem Einstieg in die väterliche Firma bei Opel als Ingenieur tätig gewesen.